# Ruisseau de la Vallée
Le ruisseau de la Vallée (appelé en 1930 le ruisseau de Mance ou la Mance) est une rivière qui coule en Meurthe-et-Moselle (région Grand Est, France). C'est un affluent du Woigot en rive gauche, donc un sous-affluent du Rhin par l'Orne puis la Moselle.

## Géographie
Le ruisseau de la Vallée prend sa source à proximité de l'ancienne mine d'Anderny-Chevillon, à 265 m d'altitude. Il recevait les eaux d'exhaure de la mine et d'une station de pompage annexe au niveau du puits de la Forêt,,.
Il a été canalisé sur une partie de son trajet (forêt de Bettainvillers, dite bois du Coulu).
Il passe sous le pont Joson puis au niveau de l'ancienne route de Mance à Avril. Il longe le bois d'Avril et le bois de Napatant avant de se jeter dans le Woigot à Mance.

## Communes et cantons traversés
Dans le seul département de Meurthe-et-Moselle, le ruisseau de la Vallée traverse ou longe quatre communes, d'amont en aval Tucquegnieux (source), Bettainvillers, Avril et Mance.
En termes de cantons, le Woigot prend source dans le canton d'Audun-le-Roman et conflue dans le canton de Briey, le tout dans l'arrondissement de Val-de-Briey.

## Affluents
Le ruisseau de la vallée a quatre tronçons affluents non référencés mais visibles sur Géoportail ou OpenStreetMap ; son nombre de Strahler est donc de deux. Ces ruisseaux, comme le ruisseau de la Vallée, connaissent un assèchement saisonnier.

## Hydrologie
Le ruisseau de la Vallée a un débit intermittent corrélé à la pluviométrie.

## Patrimoine - Curiosités - Tourisme
Les mines de fer qui firent jadis la richesse de la région ne sont plus exploitées aujourd'hui. Il reste de cette époque :
- des tronçons canalisés ;
- un ancien déversoir d'une station de pompage des eaux d'exhaure du puits de la forêt[2],[6].